# Saša Kolman
Saša Kolman, slovenski nogometaš in trener, * 1. maj 1984, Nova Gorica.

## Življenjepis
Kolman je odraščal v Tolminu.Ta kraj leži na zahodu Slovenije ,ki je oddaljen od meje z Italijo le dobrih 10 km. Rodil pa se je v Novi Gorici. Z nogometom se je začel ukvarjati pri 6 letih. Doslej je igral v  3 državah za 6 klubov.
Obiskoval in končal je Fakulteto za šport v Ljubljani in ima narejeno tudi  nogometno PRO licenco. Igra na poziciji branilca in je nekdanji mladinski reprezentant Slovenije (U18).Leta 2013 pa je bil član nogometne akademije  škotskega prvoligaša  Celtic FC. Bil je trener mladinske ekipe  avstralskega prvoligaša South Melbourne FC.
Tudi njegov brat Nejc Kolman je nekdanji nogometaš.

## Klubska kariera
| Sezona    | Klub             | Država       | Liga | Nastopov | Golov |
| --------- | ---------------- | ------------ | ---- | -------- | ----- |
| 2001-2003 | Gorica           | Slovenija    | I    | 1        | 0     |
| 2003-2009 | Tolmin           | Slovenija    | III  | 147      | 7     |
| 2010      | NK Nafta Lendava | Slovenija    | I    | 14       | 0     |
| 2010      | Rayo Cantabria   | Španija      | III  | 11       | 0     |
| 2011-2012 | Primorje         | Slovenija    | I    | 23       | 0     |
| 2012      | FC Suduroy       | Ferski otoki | I    | 22       | 1     |
| 2013      | Tolmin           | Slovenija    | III  | 11       | 0     |